# Annie Kriegel
Annie Kriegel, cuyo nombre de soltera era Annie Becker, fue una historiadora y editorialista francesa, que nació en París, Francia, el 9 de septiembre de 1926 y falleció en la misma ciudad el 26 de agosto de 1995. 

## Primeros años
Proveniente de una familia judía de Alsacia, sus idílicos días de colegio en el barrio de Marais, en París, finalizaron con la legislación antijudía de los ocupantes nazis y, en especial, con la batida de judíos del 16 de julio de 1942. Mientras los hombres eran separados por la fuerza de sus mujeres y niños, “escuchó alaridos que contenían todo el dolor que la vida y la muerte proveen”, se sentó en un banco y lloró y “en ese banco quedó su juventud”, como diría años después. Huyó de París y se vinculó a la Resistencia al unirse a la Juventud Comunista de la agrupación sindical Main d'Œuvre Immigrée (M.O.I.). 

## Actividad profesional
Al finalizar la guerra estudió en la Escuela Normal Superior de Sevres. Por ese entonces Kriegel proclamaba con fuerza sus convicciones políticas. Sus compañeros recuerdan de esos días su pequeña, agresiva figura, deliberadamente provocativa frente a la policía y violenta en su denuncia del enemigo del momento. Tenía su cuarto decorado con una ametralladora y un pródigo despliegue de panfletos comunistas de la Resistencia. Cuando una compañera se refirió a la eventualidad de formar una familia, la trató de burguesa ya que consideraba que el lugar de los niños era una guardería estatal. Afirmaba que la victoria en la guerra había sido de la Unión Soviética y de la Resistencia comunista, y que ellos cambiarían al mundo. Fue una figura importante dentro del aparato del Partido Comunista Francés y, entre 1948 y 1954, funcionaria permanente como responsable de asuntos culturales e intelectuales de la poderosa federación del Sena.
Annie Kruegel, que al terminar sus estudios había obtenido cargos en la enseñanza y en campos vinculados a su especialidad, comenzó a distanciarse del PCF a partir de las revelaciones sobre el estalinismo y terminó como simpatizante de la derecha política, pero a diferencia de otros ex comunistas continuó estudiando la teoría y la práctica comunista. En 1958 decidió votar a Charles De Gaulle “después de una larga reflexión” en tanto se transformaba en uno de los más severos críticos del sistema socialista y, en particular, del comunismo francés.
En la década de 1970, convertida en editorialista del diario Le Figaro comenzó a escribir artículos de variada temática, sin que fuera óbice para ello que su propietario fuera el derechista Robert Hersant. Cuando Raymond Aron decidió a regañadientes que ya no deseaba que su nombre estuviera asociado a esa publicación, ella fue uno de los pocos amigos que trató de convencerlo de lo contrario. Fue en ese período que se convirtió en la más ferviente admiradora y partidaria del Estado de Israel.
Su trabajo se enfocó en la historia del comunismo y en la década de 1970 se dedicó por completo al estudio del nacimiento del PCF. Su obra era erudita pero controversial; describía la creación del Partido Comunista Francés en 1920 como un accidente banal que solamente adquirió significado por la intervención de los bolcheviques rusos. Un partido comunista en una sociedad que no dominaba estaba forzado a establecer una contra-sociedad, con resultados desafortunados.
En 1982, fundó con Stéphane Courtois la revista Communisme. Enseñó en la Universidad de París-Nanterre desde 1969 hasta la década de 1990 en que se retiró de la vida académica. Una progresiva sordera aumentó su aislamiento, si bien era una fuerza respetada entre los intelectuales franceses. Por entonces había encontrado en la defensa del Estado de Israel otro ideal por el cual apasionarse, hecho que seguramente encuentra explicación tanto en sus antecedentes familiares como en la experiencia que sufrió durante la guerra.
Permaneció hasta casi sus últimos meses como editorialista y si bien estaba a favor de quienes en ese momento gobernaban en Francia, seguía con atención la evolución del papel del PCF en la sociedad sobre el cual opinaba en enero de 1994 que “en sus profundidades se reconstituye un tejido que manifiesta su capacidad de intervención”. Advirtiendo “una retoma de contacto” entre “los intelectuales de izquierda” y el Partido Comunista, la historiadora argumentaba: “¿Qué autor, tratando de ayudar a la venta de su obra, duda ahora en dar una entrevista a L'Humanité?” La primavera anterior decía: “Vamos hacia la cristalización de un movimiento de unión que bregará por los salarios y las condiciones de trabajo (...) Ello es, en parte, producto del esfuerzo de los comunistas.”
Su trabajo sobre el comunismo fue calificado por el historiador Robert O. Paxton, como “el más convincente que se ha escrito sobre el partido comunista francés y, posiblemente, sobre cualquier partido comunista”
Falleció en un hospital de París, la ciudad donde residía, el 26 de agosto de 1995. Era hermana del historiador Jean-Jacques Becker, estuvo casada desde 947 con el filósofo y dirigente del Partido Comunista Francés, Guy Besse del que se divorció, y luego, durante más de 40 años, con Arthur Kriegel, hermano del historiador Maurice Kriegel-Valrimont, con quien tuvo 5 hijos: Maurice, Emmanuel, Danièle, Irène y Bérénice Kriegel.
Después de su fallecimiento se dio su nombre a un Congreso de Historia y existe una "Asociación de estudios e investigaciones en ciencias sociales Annie Kriegel" del que forman parte, entre otros, los historiadores Emmanuel Le Roy Ladurie, Pascal Cauchy, Patrick Guis y Arthur Kriegel.

## Crítica
Boris Souvarine, precursor de la sovietología y de la crítica al estalinismo comentó la obra que escribió Krieger en 1964 sobre el congreso de Tours, en el que nació el PCF, le reprochó por su pasado político: « … una suerte de cajón de sastre recopilado por una estalinista exclaustrada pero moralmente incurable, cuyos antecedentes se remontan a la denuncia de los "médicos terroristas" del Kremlin, cómplices del "sionismo" (enero 1953), aprobando el empleo de torturas para extraer a los "asesinos de bata blanca" confesiones fantasmagóricas, preludio de una “solución final” pogromista.

## Obras
La obra más importante de Annie Kriegel fue la tesis doctoral realizado bajo la dirección, muy “liberal” según ella escribió en el prefacio de su libro, del profesor Ernest Labrousse. Presentada en 1955, fue actualizada, ampliada y publicada en 1964:
- Aux origines du communisme français 1914-1920, 2 volúmenes subtitulados Contribution à l'histoire du mouvement ouvrier français, coeditados por Éditions Mouton y la École pratique des hautes études-Sorbonne, en 1964.

Ese trabajo, originalmente de cerca de 1000 páginas, dio origen posteriormente a muchas obras que retomaban una parte de la investigación.
- Le Congrès de Tours (1920). Naissance du Parti communiste français, Paris, Julliard, colección Archives, 1964.( en formato de bolsillo)
- La grève des Cheminots 1920, Paris, Armand Colin, 1988.

Une tesis complementaria fue publicada en 1966:
- La croissance de la C.G.T. 1918-1921, essai statistique, de los mismos editores de la tesis principal.

Esta doble aproximación, política y sindical, del movimiento obrero francés le permitió publicar en colaboración con Jean-Jacques Becker, otra obra en formato de bolsillo:
- 1914 La guerre et le mouvement ouvrier français, Paris, Armand Colin, colección "Kiosque", 1964.

También en 1964 publicó una obra de divulgación de sus trabajos universitarios en formato y precio accesibles para estudiantes:
- Les Internationales ouvrières (1864-1943), Paris, Presse Universitaires de France, colección "Que sais-je?", 1964.

Escribió un libro con sus memorias:
- Ce que j’ai cru comprendre (mémoires), Paris, Robert Laffont, 1991, 842 p.

Su interés por el judaísmo inspiraron varias obras:
- Les Juifs et le monde moderne (1977)
- Israël est-il coupable? (1982)
- Réflexion sur les questions juives (1984)

Otras obras:
- Les Grands procès dans les systèmes communistes (1972)
- Le Système communiste mondial (1984);
- Les Communistes français : essai d'ethnographie politique, Paris, Seuil, 1968.
- Le pain et les roses, jalons pour une histoire des socialismes, Paris, PUF, 1968.
- Les Grands Procès dans les systèmes communistes, Paris, Gallimard, 1972.
- Communismes au miroir français, Paris, Gallimard, 1974.